# Sant'Angelo di Brolo

Ubicació de Sant'Angelo di Brolo dins de la província

Sant'Angelo di Brolo (sicilià Sant'Àncilu di Brolu) és un municipi italià, dins de la ciutat metropolitana de Messina. L'any 2008 tenia 3.435 habitants. Limita amb els municipis de Brolo, Ficarra, Gioiosa Marea, Librizzi, Montagnareale, Piraino, Raccuja, San Piero Patti i Sinagra.

## Administració
| Període | Identitat      | Partit        |
| ------- | -------------- | ------------- |
| 2006-   | Basilio Caruso | Llista cívica |